# Aardla
Aardla är en ort i Estland. Den ligger i Haaslava kommun och landskapet Tartumaa, i den sydöstra delen av landet, 170 km sydost om huvudstaden Tallinn. Aardla ligger 47 meter över havet och antalet invånare är 138. Den ligger vid sjön Aardla järv.
Terrängen runt Aardla är platt. Runt Aardla är det glesbefolkat, med 14 invånare per kvadratkilometer. Närmaste större samhälle är Dorpat, 8,3 km norr om Aardla. Omgivningarna runt Aardla är en mosaik av jordbruksmark och naturlig växtlighet.